# Me lo dijo Adela: Necesita un marido
Me lo dijo Adela: Necesita un marido es una película musical mexicana de 1955 escrita y dirigida por José Díaz Morales y protagonizada por María Antonieta Pons y Abel Salazar. Esta cinta está basada en una novela de Luisa-María Linares y toma su nombre del chachachá Me lo dijo Adela de Otilio Portal.

## Argumento
Desde Argentina, Julieta, le cuenta a su padre que se ha casado para no tener que hacerlo con un rico que la pretende. El novio desaparece con el dinero que ella le ha dado. Como tiene que viajar ese día, conoce a Ernesto Vidal, un hombre que finge ser su esposo. Al final los dos se enamoran después de muchos enredos.

## Reparto
- María Antonieta Pons ... Julieta
- Abel Salazar ... Enrique Vidal
- Domingo Soler ... Padrino
- Alejandro Ciangherotti ... Johnny Chavez
- Prudencia Grifell ... Mamá de Ernesto
- Kiko Mendive ... Intervención musical